# Parornix kalmiella
Parornix kalmiella là một loài bướm đêm thuộc họ Gracillariidae. Nó được tìm thấy ở Canada (Nova Scotia và Québec) Hoa Kỳ (Connecticut, Pennsylvania, Maine và Vermont).
Ấu trùng ăn Kalmia angustifolia. Chúng ăn lá nơi chúng làm tổ.